# Hort del Cura
L'Hort del Cura és un jardí botànic situat a la ciutat d'Elx, a la comarca del Baix Vinalopó (País Valencià).
El jardí posseeix uns 13.000 m² densament poblat de palmeres. Hi viuen al voltant de 1000 palmeres, en la seua majoria datileres. A més de palmeres, hi creixen plantes dels horts mediterranis, com ara magraners, ginjolers, tarongers, figueres i llimoners, als quals s'hi han afegit amb el temps plantes d'origen subtropical i una col·lecció de cactus.
Aquest hort (a Elx es denomina hort a una parcel·la de terra amb palmeres) deu el seu nom al capellà José Castaño Sánchez, que va ser el seu propietari fins a l'any 1918. A més, és el jardí més important del conjunt denominat Palmerar d'Elx, declarat Patrimoni de la Humanitat l'any 2000.

## Història
L'Hort del Cura, de tan sols 13 361 m², va nàixer amb la seua extensió actual quan en 1876, el llaurador Andrés Castany Peral va comprar una parcel·la de l'hort en què vivia com a arrendat a Juan Espuche.

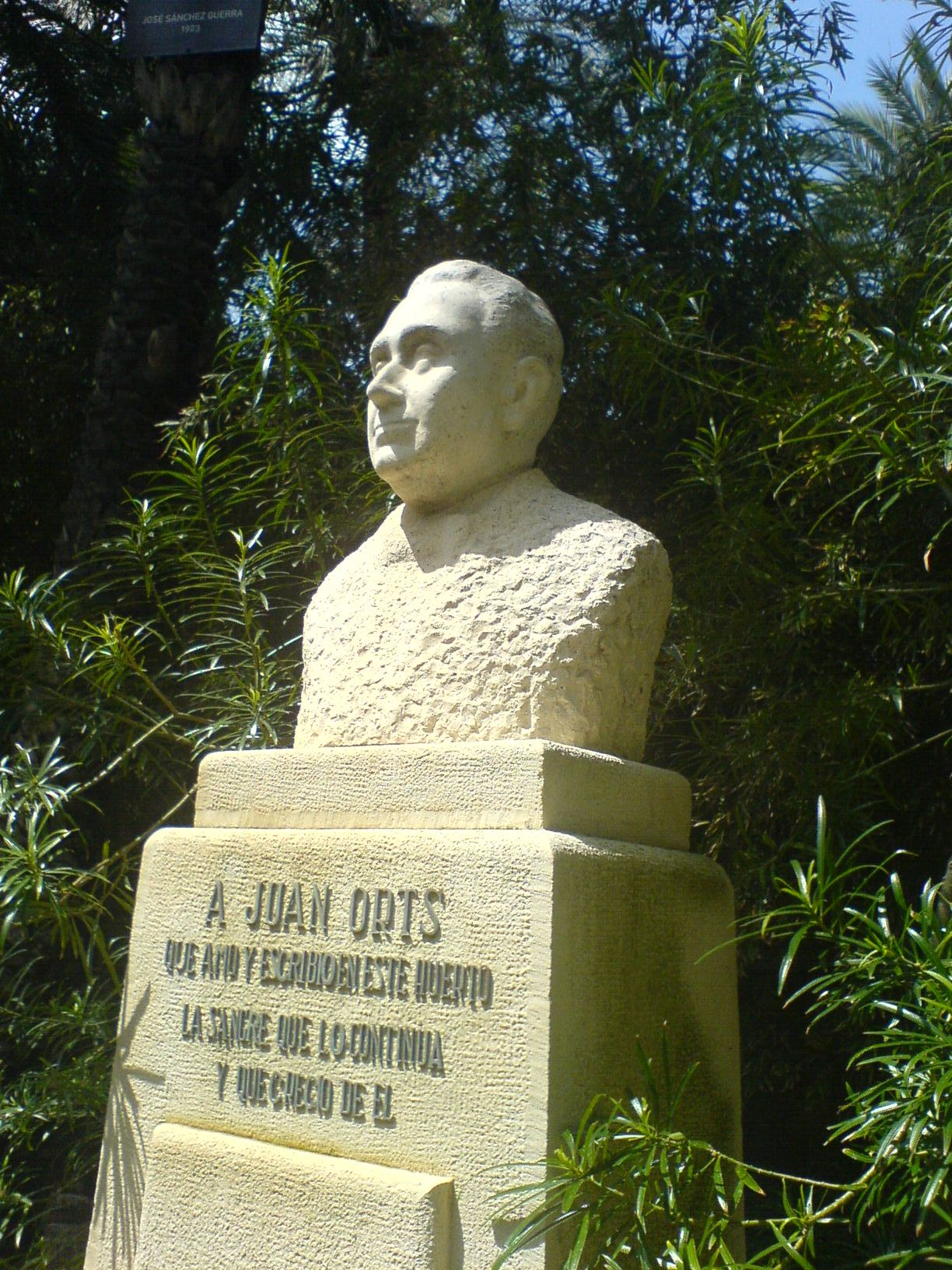
Bust de Juan Orts Román.

A la mort d'aquest, l'hort va ser heretat pels seus fills homes, el segon dels quals, el capellà José Castany Sánchez, nascut el 12 de maig de 1843, va passar a ser el seu propietari. Per això, l'hort és conegut com "del capellà Castaño", per a posteriorment anomenar-se de manera definitiva Hort del Cura.
La popularitat d'aquest hort es va iniciar l'any 1873 amb un fenomen no gaire corrent, doncs en aquest any van començar a brollar del tronc d'una palmera mascle molts guaixos a l'altura de 1,80 m, a principis del segle XX aquests van quedar reduïts a set, amb el qual la palmera va quedar tal com pot veure's en l'actualitat.
L'any 1894 va arribar al port d'Alacant Elizabeth de Wittelsbach, esposa de l'emperador Francesc Josep I d'Àustria i Hongria, més coneguda popularment com a Sissi. Va viatjar a Elx, on li van ensenyar l'hort. L'emperadriu va quedar profundament impressionada quan va contemplar la palmera i va comentar al seu propietari (el capellà Castaño), que aquesta palmera tenia un poder i una força digna d'un imperi, per la qual cosa li va aconsellar que li posara un nom. Després d'aquesta visita, el capellà va pensar en el que havia passat i va començar a anomenar-la, en el seu honor, Palmera Imperial. D'aquesta manera, va començar la tradició de dedicar-li a alguns dels visitants més il·lustres les palmeres existents en l'Hort.
De 1940 a 1958, va ser el seu propietari l'intel·lectual erudit il·licità Juan Orts Román, qui té treballs sobre les palmeres, el palmerar i el Misteri d'Elx, els esforços del qual van donar lloc, en 1943, a que aquest jardí fora declarat Jardí Artístic Nacional. El mateix dia en què va aparéixer en el BOE la proclamació de Jardins Artístics Nacionals de l'Alhambra i el Generalife, s'atorgava el mateix guardó al Palmerar d'Elx.

## Col·leccions
- La Palmera Imperial

Es tracta d'un exemplar de Phoenix dactylifera L. de la família Arecaceae, denominat Palmera imperial, palmera datilera amb 8 braços que ixen a una altura de 1,50 m del tronc principal del que s'alimenten, amb un pes d'unes 10 t, i una edat d'uns 165 anys.
Aquesta palmera singular, deu el seu nom a l'Emperadriu Elisabet de Baviera ("Sissi") a qui la hi va dedicar el capellà Castaño en la visita que va efectuar a l'hort en 1894. També és record d'aquesta visita el bust de l'Emperadriu que es troba a la cara nord de la Palmera Imperial.
- Palmeres retolades

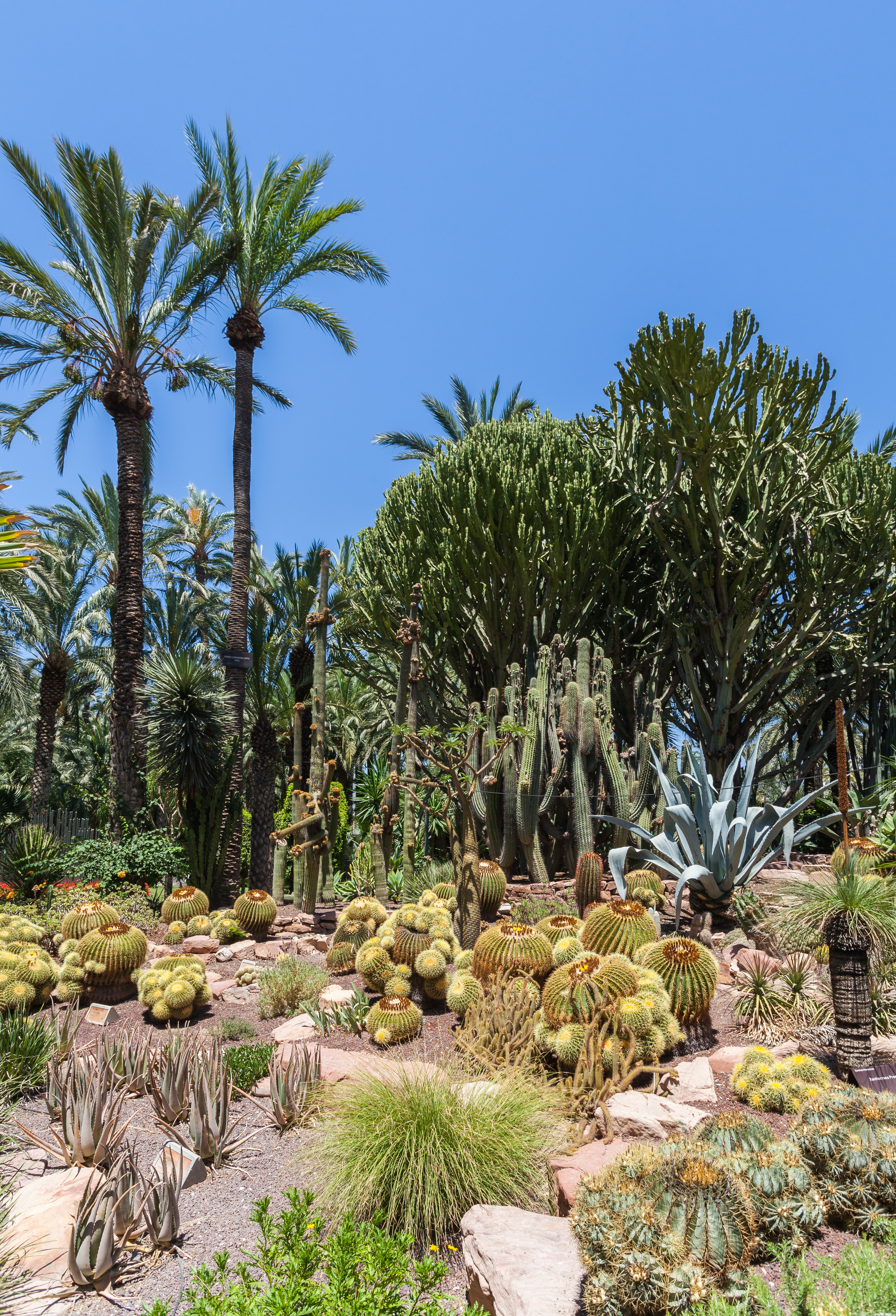
Grup dEchinocactus grusoni a la rocalla.

Tot el jardí és un espés palmerar i al costat de les palmeres, en la seua majoria datileres, es distribueix la resta de les plantes, d'origen mediterrani i subtropical. Caminant pels passejos s'hi observen algunes de les palmeres amb rètols als seus troncs. Són noms de personalitats amb vinculacions amb Elx i el jardí, que al llarg de la història se'ls ha dedicat en homenatge una de les palmeres del jardí.
- La Rocalla

És una col·lecció de cactus i plantes crasses que es troben en una zona del jardí a ple sol, disposades entre roques. La rocalla, es troba envoltada d'uns estanys que donen un alleujament de frescor al seu voltant.
- Escultures

Escampades pel jardí hi ha diverses escultures, d'entre les quals hi destaquen una còpia de l'escultura ibera de la Dama d'Elx, també de l'erudit il·licità Juan Orts Román.
Una altra escultura és un bust de Jaume I el Conqueridor, qui va conquistar la ciutat d'Elx als àrabs en 1265 i gràcies a ell, es va lliurar el palmerar de la seua destrucció en contra del costum de l'època d'arrasar els boscos al voltant de les ciutats conquistades.

## Galeria d'imatges

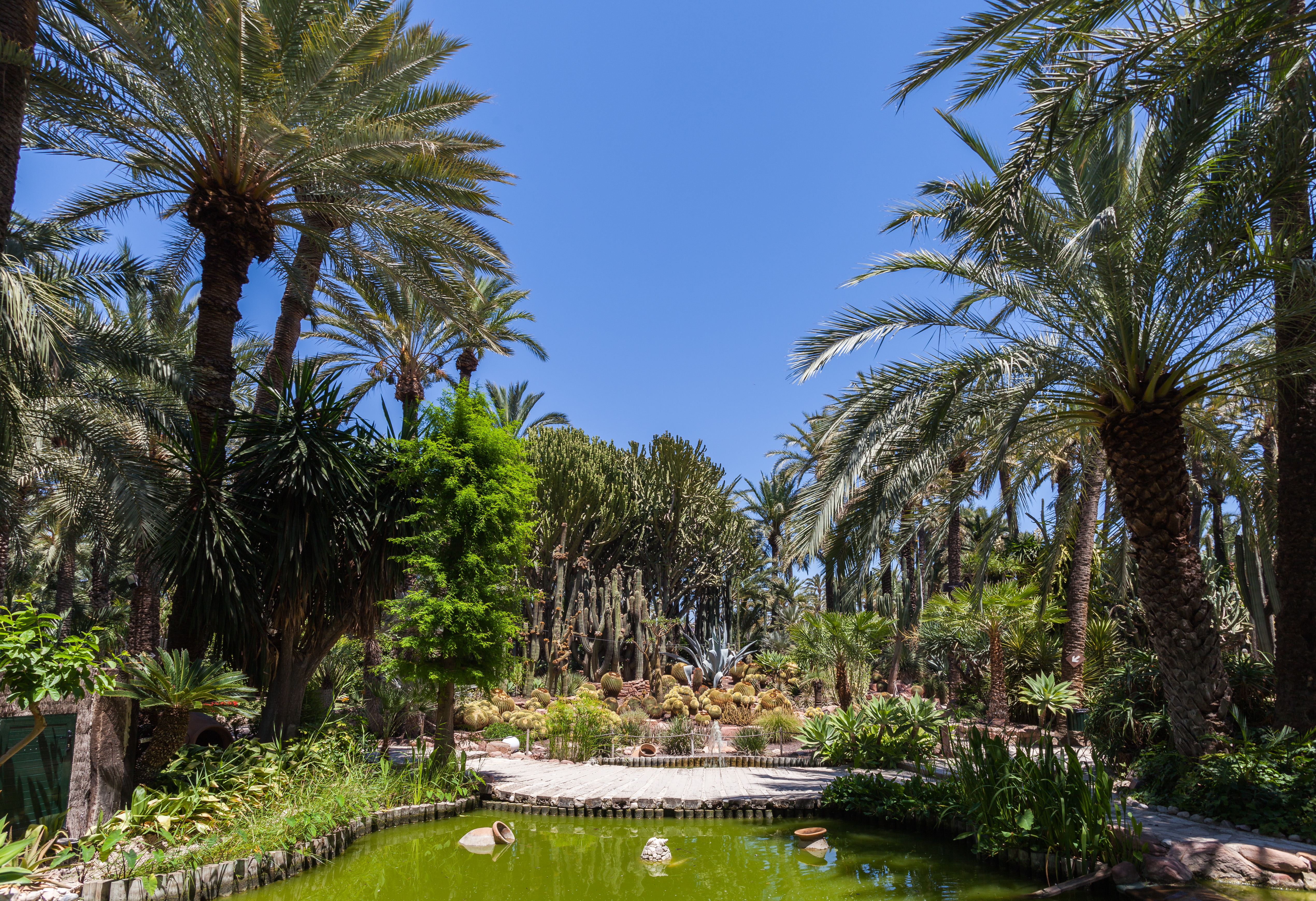
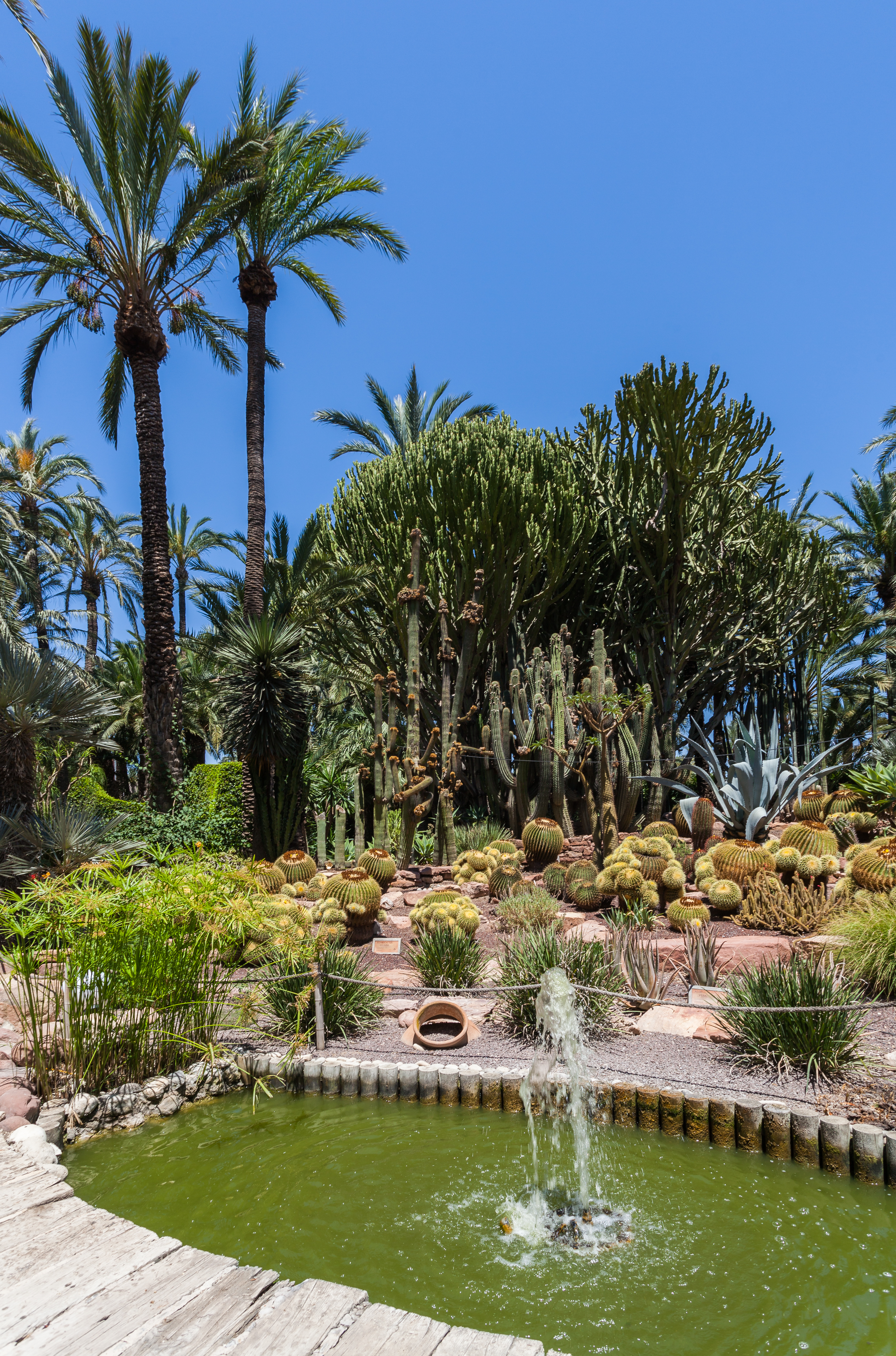
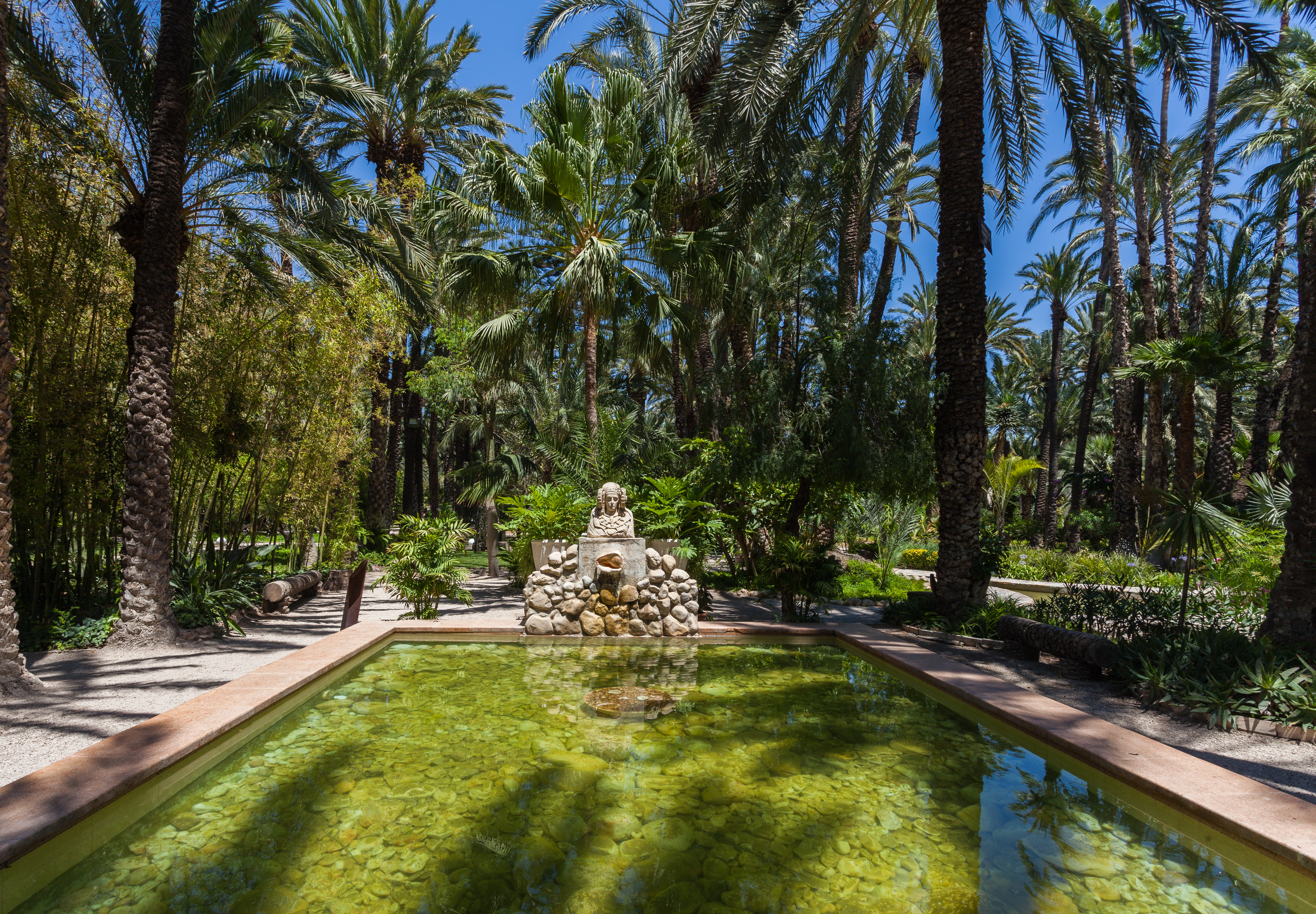
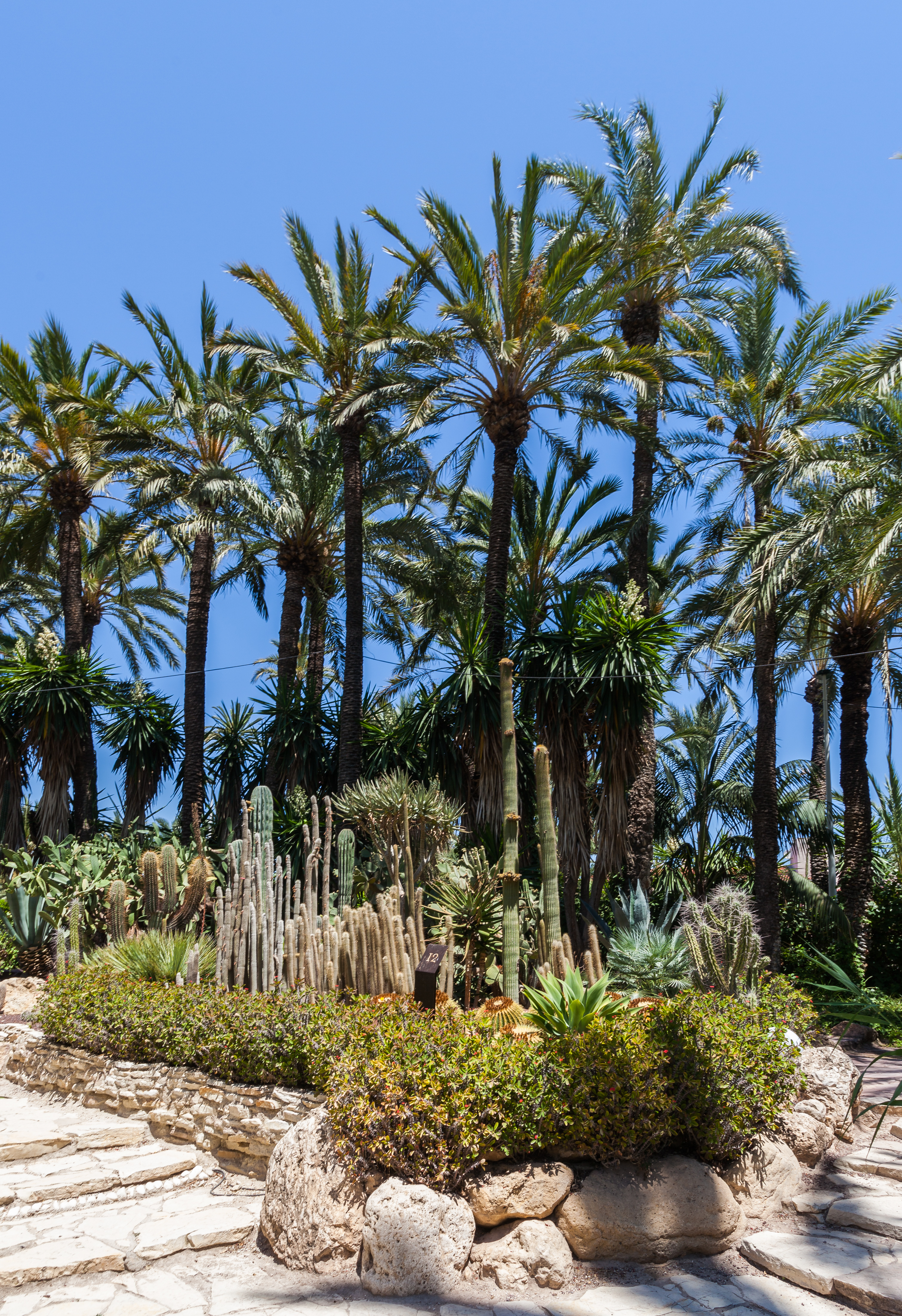
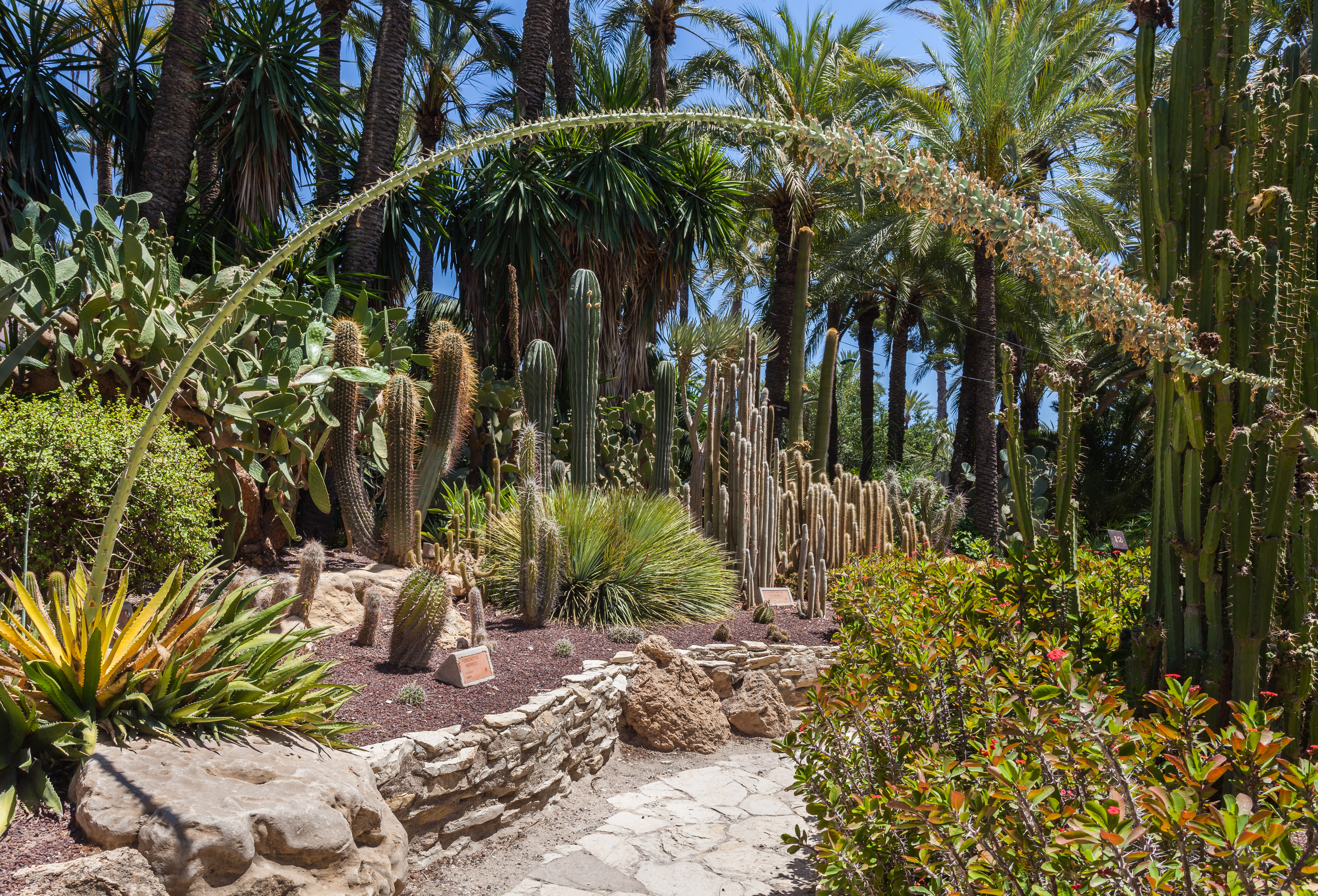
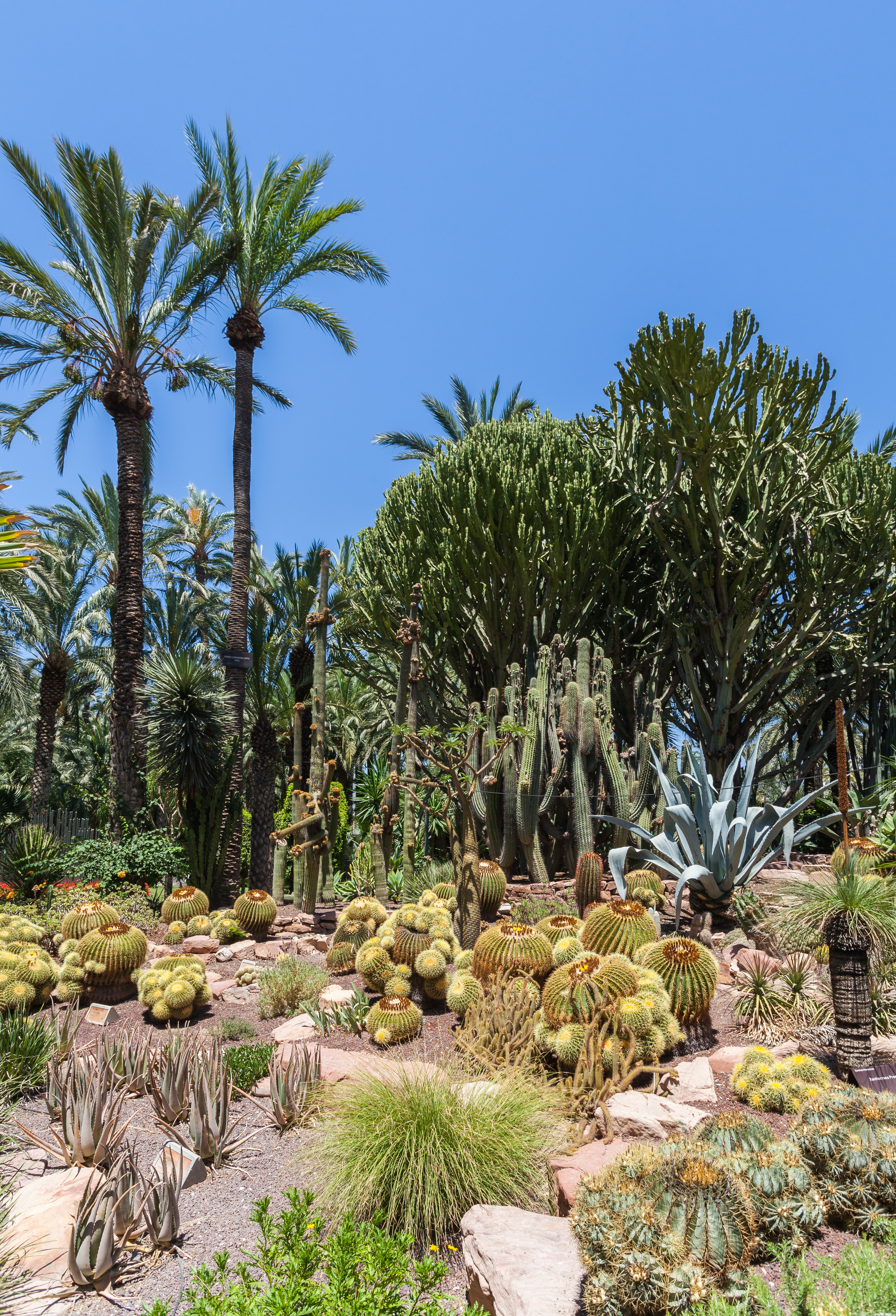
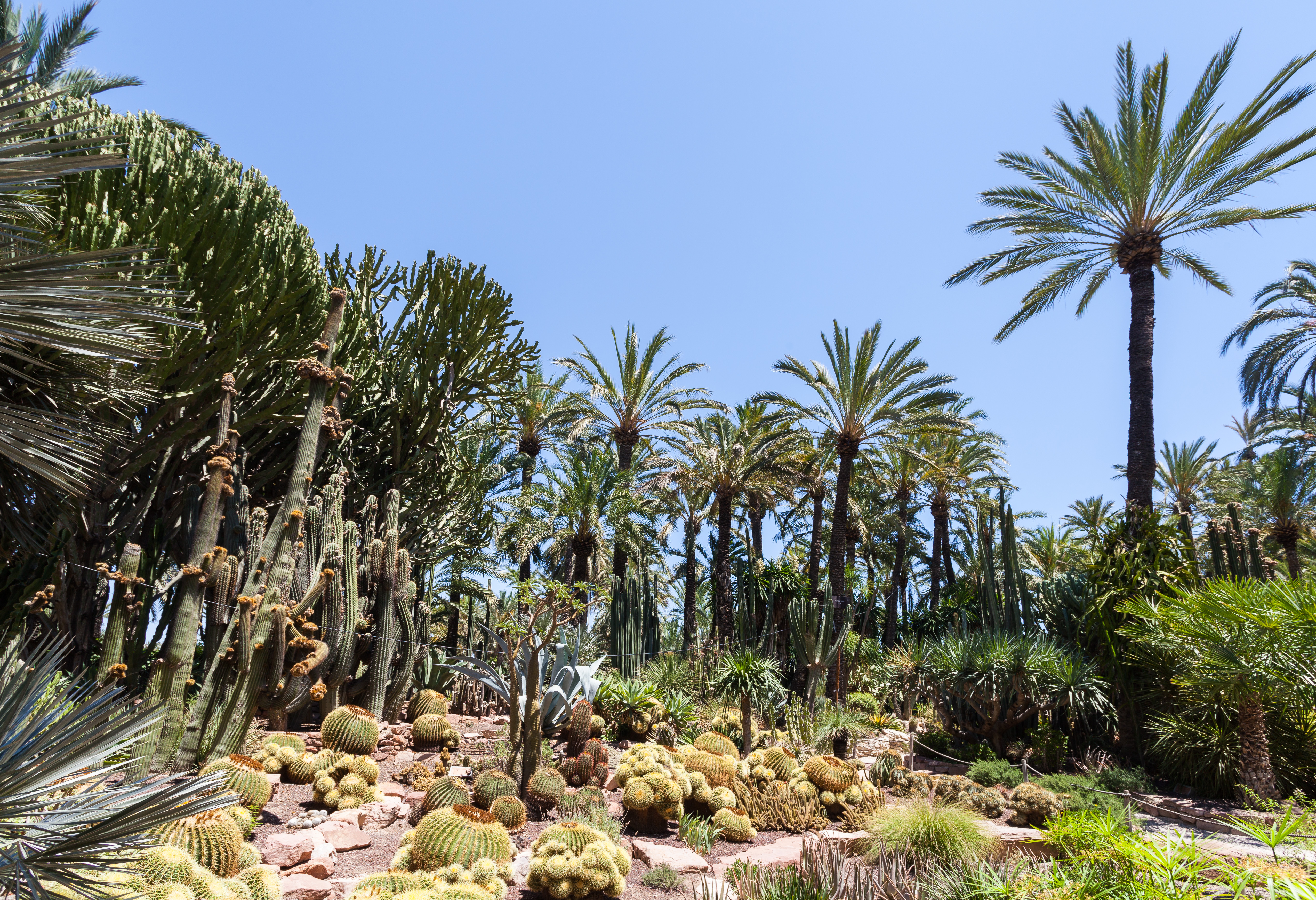
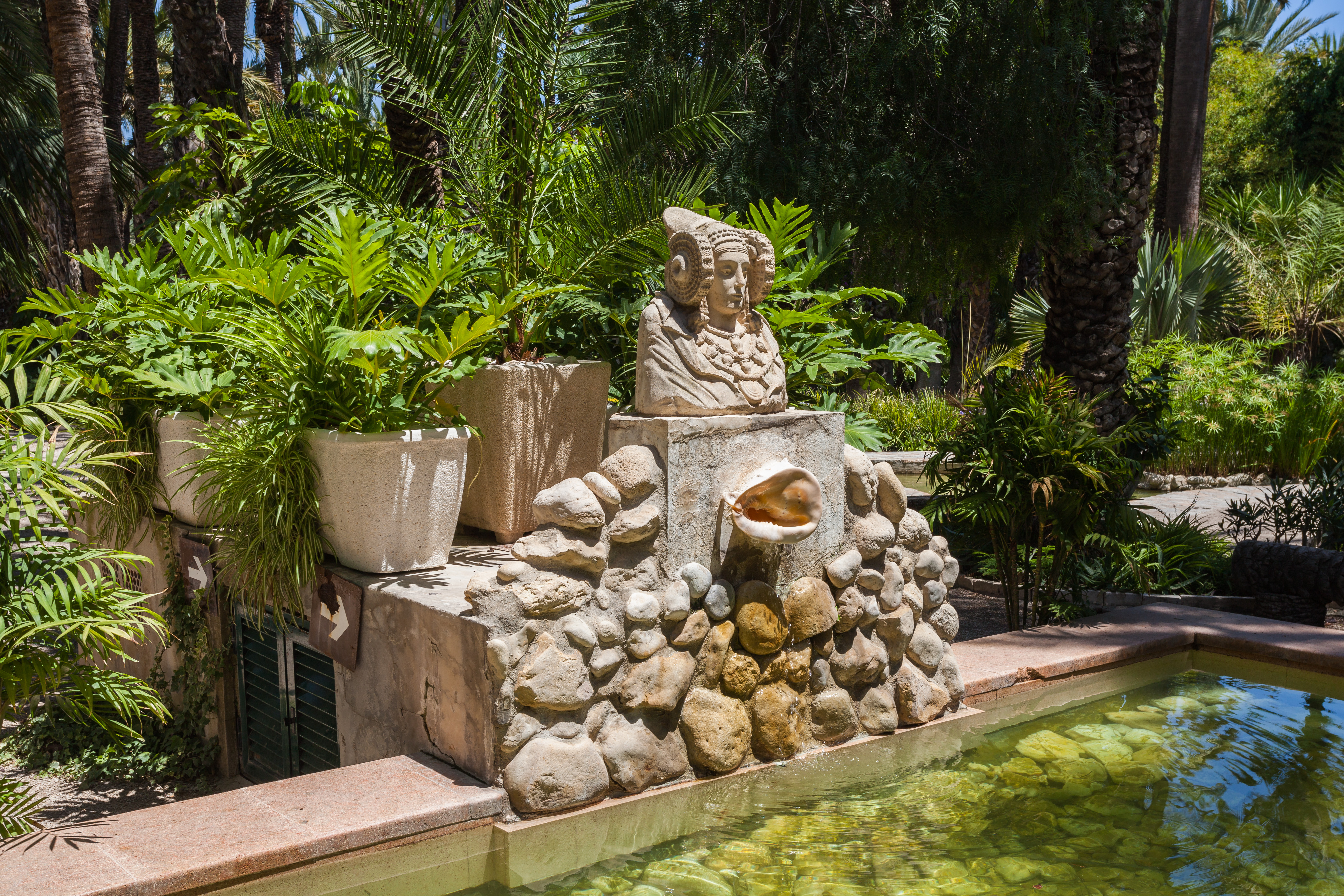